# Ronski Speed
Ronski Speed (vlastním jménem Ronny Neumann), známý také jako Sun Decade, je trancový DJ a producent z východního Německa.

## Život a kariéra
Ronski Speed nastartoval svoji DJskou kariéru v roce 1997. Byl ovlivněn skupinami a umělci jako jsou Pet Shop Boys, Paul van Dyk a Depeche Mode. Mezi jedny z jeho nejznámějších hitů patří: Ronski Speed - 2Day, Sun Decade - Follow You, Sun Decade - I'm Alone, Ronski Speed a Mirco De Govia - Asarja.
V současnosti je zapsán pod německým hudebním vydavatelstvím Euphonic, kde je už od roku 1997, kdy bylo toto vydavatelství založeno.
V roce 2006 vystupoval Ronski Speed po celém světě v zemích jako jsou Česko, Polsko, Maďarsko, Rusko, Nizozemsko, Velká Británie, Finsko, Německo, Čína, Thajsko, Tchaj-wan, Jižní Korea, Austrálie, Nový Zéland, Mexiko, USA, Keňa a Kanada. Mimo to má také vlastní radio show nazvanou Euphonic Sessions, která je vysílána stanicemi a internetovými radii RMI Radio Poland, Sense.FM, DDance.FM, AH.FM, PureDJ.FM a ETN.FM.

## Diskografie

### Alba
- 2008 – Pure Devotion

### Singly
- 2003 – I'm Alone
- 2003 – Iris
- 2004 – E.O.S.
- 2004 – Follow You
- 2005 – 2Day
- 2005 – Asarja (společně s Mirco De Govia)
- 2006 – Incognition
- 2006 – Have it All / Breath of Life (jako Sun Decade)
- 2006 – The Space We Are (společně s Stoneface & Terminal)
- 2007 – Love all the Pain Away (společně s Julie Scott)
- 2007 – Soulseeker (společně s Stoneface & Terminal)
- 2008 – All the Way (společně s Aruna)
- 2008 – Revolving Doors
- 2009 – Are You?
- 2009 – Overfloat
- 2009 – The Deep Devine (společně s Ana)
- 2010 – Lasting Light (jako Sun Decade společně s Emma Hewitt)
- 2011 – U Got Me (společně s Emma Lock)
- 2011 – To Be Loved (společně s MQue)